# Abu al-Kusur
Abu al-Kusur (arab. أبو الكسور) – wieś w Syrii, w muhafazie Hama. W 2004 roku liczyła 352 mieszkańców.